# Disque basal
Le disque basal est, chez les coraux durs, le nom donné à la surface inférieure du polype qui s'appuie sur le plancher basal.

## Développement et croissance
Au fur et à mesure de la croissance du polype et de sa colonie, le disque basal va sécréter dans sa partie inférieure les différents éléments pour construire une nouvelle couche de l’endothèque sur laquelle il va s'appuyer.